# Quintet
Un quintet és un grup de cinc intèrprets que toquen instruments o bé de cinc intèrprets vocals. Aquesta denominació també s'aplica a una composició musical escrita per ser interpretada per un conjunt d'aquestes característiques.

## Quintets instrumentals
Hi ha unes tipologies de quintets instrumentals que han tingut més acceptació al llarg dels darrers dos segles i mig, aproximadament. Aquests són el quintet de vent, el quintet de metall i el quintet de corda.
De totes maneres, també hi ha hagut altres tipus de quintets que han donat joc als compositors que se n'han servit. Un cas és el quartet de corda més piano que utilitzen, entre altres Robert Schumann o Johannes Brahms; un altre és el format per violí, viola, violoncel, contrabaix i piano, que utilitza Franz Schubert al seu quintet anomenat La truita, així com diverses combinacions d'instruments de vent, dels que formen part del quintet de vent, més un piano.

## Quintets vocals
Habitualment aquest tipus de formació parteix de les quatre tipologies principals de veus en la música clàssica -soprano, contralt, tenor i baix- i hi afegeix o bé una veu femenina o bé una de masculina. Això vol dir que la immensa majoria de quintets vocals tenen 3+2 veus o 2+3; altres combinacions són molt més infreqüents.
La veu que podríem considerar afegida al quartet acostuma a ser una mezzosoprano, o bé un baríton o bé es duplica alguna de les veus superiors, de manera que queden soprano primera i soprano segona, o bé tenor primer i tenor segon.
L'escriptura per a quintet vocal va ser fins a cert punt freqüent a finals del segle xvi i començaments del segle xvii entre els compositors de madrigals especialment a Anglaterra i a Itàlia.
En el món de l'òpera bufa del segle xviii el quintet vocal era una manera de cloure un dels actes amb la confluència de cinc dels personatges principals en escena.